# 雅各密傳
雅各密傳（Apocryphon of James，或稱為Secret Book of James）是基督教新約經外作品的其中一份作品。此書起初是被收錄在拿戈瑪第經集的翻頁書中。雖然雅各密傳看來是從希臘文譯作科普特文，但原作者聲稱他原先是以希伯來文寫作此書的。
此書被偽冒成是使徒雅各向一不知名的人所寫的使徒書信（收信者姓名因文本版破壞以致不能辨認，但《靈知派經書 卷上》則指是收信者可能是早期的諾斯底教師科林苏斯。在此書信中作者描寫了耶穌在不同的宣講中所顯示的異象，而這些記述並沒有很顯著的連貫性。雖然當中宣講帶有諾斯底色彩，但卻沒有提及傳統的华伦提努的諾斯底主義宇宙觀。
雖然在雅各密傳中有不少耶穌話語的記載與馬太福音和路加福音的記載相同，但在雅各密傳的第四段有一可見的特別之處，當中寫：「當他從死裡復活五百五十天後，我們問他說……」，而這是比在新約聖經中耶穌升天前的四十天為長。由此可見，雅各密傳可能是支持Q来源的說法，而Q來源來說法是缺乏對耶穌受難的敘述。
書首的冒名書信部份與文本彼段的關係其實不大，因此可能全書是由兩個不同的文本所結合而成。有關殉道和預言的討論都零散地分佈在文本中，顯示此文的主要部份應是由耶穌簡短的語錄所集合而成。